# Máfil
Máfil este un târg și comună din provincia Valdivia, regiunea Los Ríos, Chile, cu o populație de 7.006 locuitori (2012) și o suprafață de 582,7 km2.